# Ponte Céstio

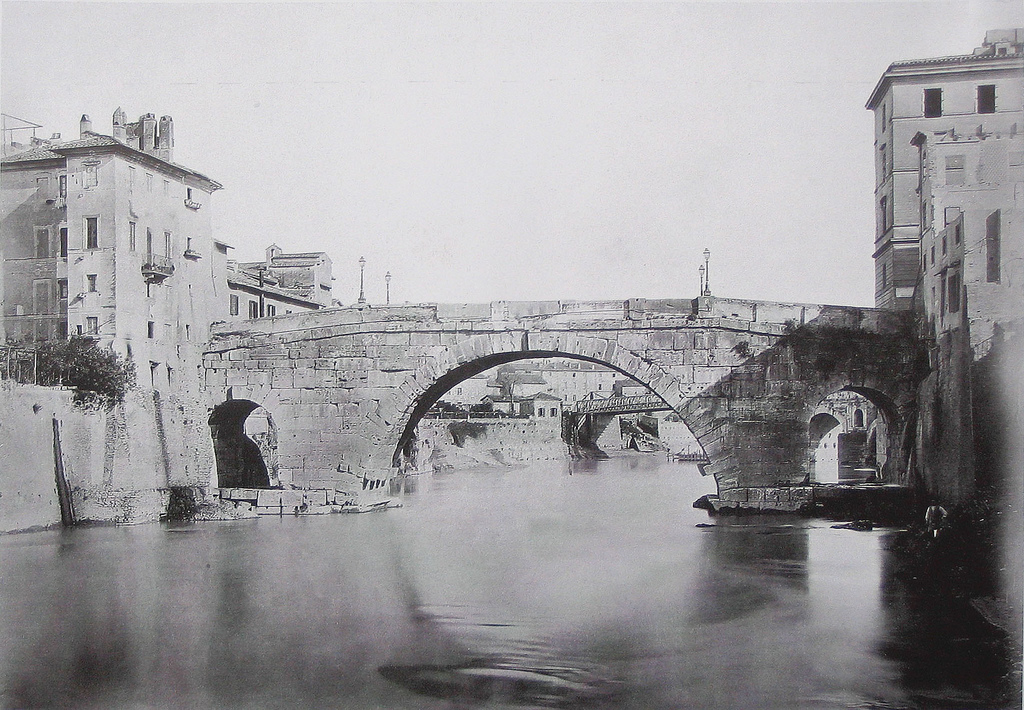
A ponte por volta de 1880, antes da reconstrução.

Ponte Céstio ou Ponte Céstia (em latim: Pons Cestius; em italiano: Ponte Cestio) é uma ponte romana em Roma, Itália, que se estende sobre o rio Tibre para o oeste da ilha Tiberina. A versão original desta ponte foi construída no século I a.C. (em algum momento entre 62 e 27 a.C.), depois da Ponte Fabrício, do outro lado da ilha. Ambas são pontes muito antigas, mas enquanto Fabrício permaneceu intacta, a Ponte Céstio foi parcialmente desmantelada no século XIX, com apenas parte da antiga estrutura ainda preservada.
Ela foi a primeira ponte a chegar até a margem direita do Tibre a partir da ilha Tiberina, que havia muito tempo já estava ligada à margem esquerda e ao coração da Roma Antiga (mesmo antes da Ponte Fabrício). O Transtiber estava isolado até então. Diversos membros proeminentes da gente Céstia do século I a.C. são conhecidos, mas não se sabe exatamente qual deles construiu a ponte.
No século IV, a Ponte Céstio foi reconstruída pelos imperadores Valentiniano I (r. 364–375), Valente (r. 364–378) e Graciano (r. 367–383) e rededicada em 370 como Ponte de Graciano (em latim: Pons Gratiani). O material utilizado foi tufo e peperino, com um revestimento de travertino. Alguns dos materiais utilizados vieram das ruínas do pórtico demolido do vizinho Teatro de Marcelo.
Durante a construção das paredes ao longo das margens do rio entre 1888 e 1892, a ponte teve que ser demolida e reconstruída, pois o canal a oeste da ilha foi alargado de 48 para 76 metros. A antiga ponte, que tinha dois pequenos arcos, simplesmente era curta demais. Uma nova ponte, com três arcos largos, foi construída no lugar, com seu arco central reutilizando cerca de dois terços do material original.